# Copris cambodiensis
Copris cambodiensis är en skalbaggsart som beskrevs av Ochi, Kon och Kawahara 2008. Copris cambodiensis ingår i släktet Copris och familjen bladhorningar. Inga underarter finns listade i Catalogue of Life.